# مفهوم خدا

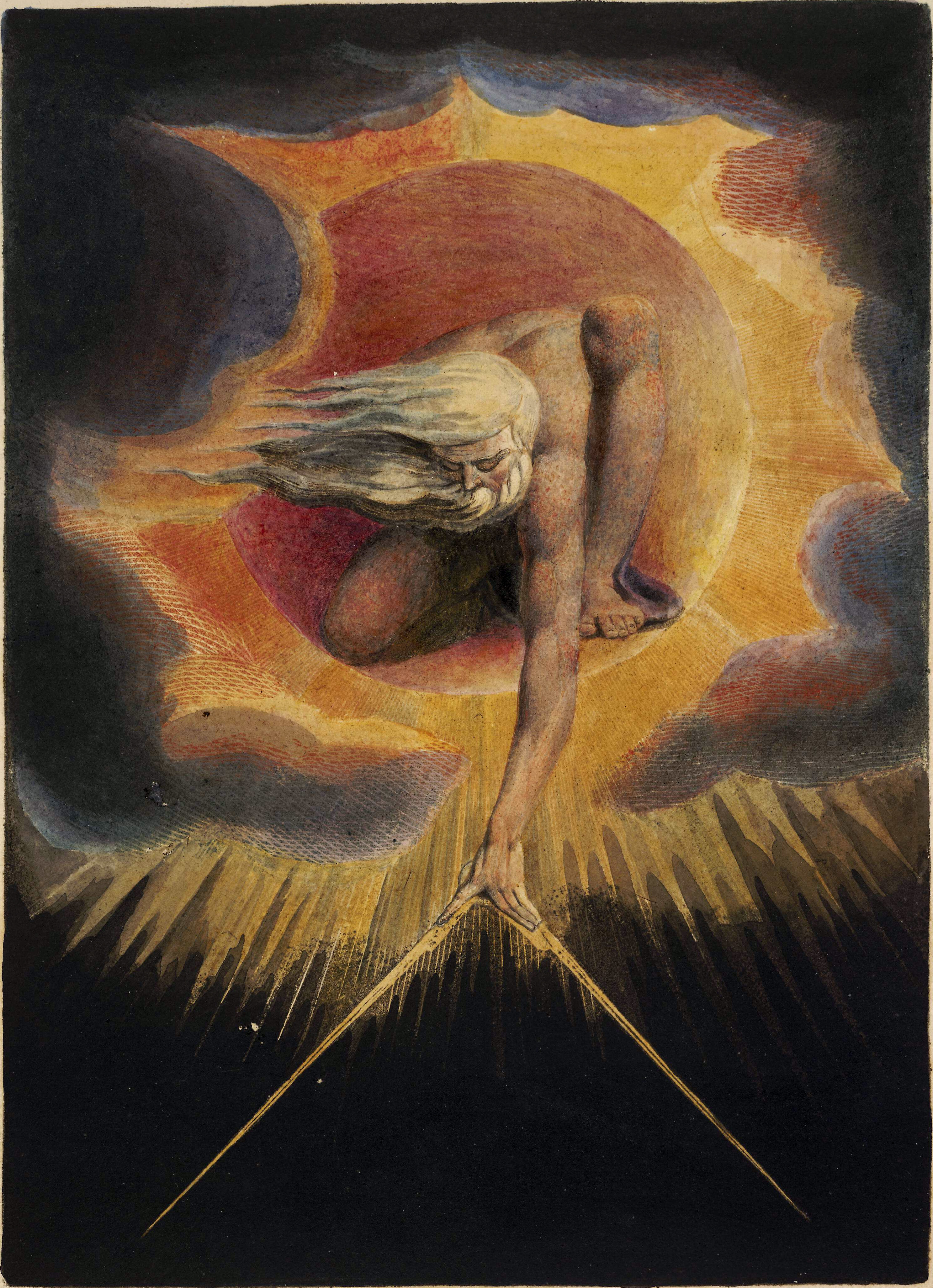
نگاره‌ای انسان‌دیسانه از خدا، از دید نقاش قرن هجدهم، ویلیام بلیک.

مفهوم خدا یا تعریف خدا در ادیان، مذاهب و مکاتب مختلف، متفاوت است. این مفاهیم می‌توانند بسته به میزان انتزاع یا انضمام یا بر پایه اصول هستی‌شناختی و معرفت‌شناختی متفاوت باشند.

## رابطه خدا با دین
بین خدا و دین رابطه مستقیمی برقرار نیست و افرادی بی‌دین هستند که هم‌زمان با بی‌دینی به خدا معتقدند به این افراد دئیست گفته می‌شود. همچنین ادیانی وجود دارند که پیروانشان معتقد به وجود خدا نیستند، بودیسم و بسیاری از ادیان آسیای شرقی از این گونه هستند. اگر فردی به خدا اعتقاد نداشته باشد به او بی خدا یا خدانشناس می‌گویند و اگر کسی به وجود خدا معتقد باشد او را خداباور، حق باور یا خداشناس می‌خوانند. البته بین اعتقاد به توحید یا وحدانیت خداوند (یکتاپرستی) و اعتقاد به وجود خداوند (خداپرستی) تفاوت وجود دارد.

## بی‌خدایی (آتئیسم)
به کسانی که به آفریننده و موجودی برتر باور ندارند، خداناباور (آتئیست) گفته می‌شود.

## خدانامهم‌دانی (اپاتئیسم)
خدانامهم‌دانی، اپاتئیسم یا بی‌خدایی عمل‌گرا (به فرانسوی: apathèisme)، به معنای بی‌اهمیت بودن و همچنین، بی‌تفاوت بودن، نسبت به وجود یا عدم وجودِ خداست.

## ندانم‌گرایی
ندانم‌گرایی یا لاادری‌گری یا اَگنوستیسیزم (انگلیسی: Agnosticism‎)، دیدگاهی فلسفی است که دانستن درستی یا نادرستیِ برخی ادعاها و به‌طور ویژه، ادعاهای مربوط به امور فراطبیعی، مانند الهیات و زندگی پس از مرگ و وجود خدا و موجودات روحانی یا حتی حقیقت نهایی را نامعلوم یا به شکل «ندانم‌گویی»، از اساس ناممکن می‌داند.

## پساخداباوری
گونه‌ای از ناخداباوری است که در پی نفی دین نیست بلکه دورهٔ آن را منسوخ می‌داند، و خدا را متعلق به بخشی از رشد بشر می‌داند که دوره‌اش به سر آمده‌است. در داخل خداناباوری این دیدگاه در تضاد با ضدخدایی قرار می‌گیرد. این واژه در متون مسیحیت لیبرال و پسامسیحیت نیز کاربر دارد.

## تراخداباوری
تراخداباوری، توسط فیلسوف پل تیلیش یا هندشناس هاینریش زیمر ابداع شد، به عنوان یک سامانه فکری یا فلسفه دینی که نه بی‌خدایی است نه خداباوری، بلکه، ماورا آنهاست.

## چندخدایی
در باور دستهٔ دیگری از دین‌ها از جمله هندوئیسم خدایان زیادی وجود دارند. این خدایان یا ایزدان معمولاً نمادهای جنبه‌های گوناگون جهان برتر و ماوراءالطبیعه هستند. به این‌گونه دین‌ها، دین‌های چندخدا گفته می‌شود. *

## دادارباوری (دئیسم)
دئیست‌ها خدایی را باور دارند که جهان را خلق کرده اما پس از خلق آن نابود شده یا اگر همچنان وجود دارد، در آن دخالت نمی‌کند.به عقیده پزشک شایان سعیدی نگارنده کتاب خدا و انسان خدا و استاد دانشگاه هاروارد خدا نابود نشده بلکه در واقع درون همه انسان‌ها جریان دارد. ن. فخر در کتاب سفر به دل ادیان٬ این گروه را خدا باور برون‌دین می‌نامد.

## همه‌خدایی (پان‌تئیسم)
پانتئیسم یا همه‌خدایی (به انگلیسی: Pantheism) : باور به این موضوع است که واقعیت با الوهیت یکسان است یا همه چیز از همه چیز ساخته شده است (خدا همه چیز است و همه چیز خداست) و خدای حاضر در بین مخلوق.

## همه‌درخدایی (پان‌انتئیسم)
نوعی دیگری از وحدت وجود است.

## همه‌دادارباوری (پان‌دئیسم)
ترکیبی از همه‌خدایی و دادارباوری است.

### خدا در آیین زرتشت
نگرش آیین زرتشت به جهان هستی، پیروی و پیوستن به قانون اشا است. از دیدگاه او خداوند جان و خرد، جهان را بر پایه هنجاری آفریده که بر تمام هستی حکم‌فرماست و او این هنجار و نظم حساب شده را اشا می‌نامد. استواری قانون اشا بر جهان هستی بازتاب اراده و خواست پروردگار است. انسان باید خود را با هنجار هستی، همگام و همراه سازد. راستی و درستی، مهر و فروتنی و فروزه‌ های نیک انسانی را در خود پرورش دهد. تا با هنجار اشا همراه و همگام شود. قانون اشا، نیروی هماهنگ‌کننده جهان هستی است و هیچ پدیده‌ای از اتم تا کهکشان وجود ندارد که بر پایه این هنجار هماهنگ استوار و پایدار نباشد.

### خدا در هندوئیسم
الگو:مقاله‌ی اصلی: باور
اصول دین هندو عبارت است از اعتقاد و احترام به کتاب‌های باستانی و سنت‌های دینی برهمنان و پرستش خدایانی که به ظهور آن‌ها در دوره‌های کهن باور دارند. عدم اعتقاد به بهشت و جهنم که در ادیان ابراهیمی توصیف شده‌است. اعتقاد به زایش مکرر یا وازایش (تناسخ) به معنی اینکه هر انسانی پس از مرگ مجدداً در شکل دیگری متولد می‌شود. بخش عمده هندو توا بر پایه فرهنگ و سنت به یادگار مانده از پیشینیان است؛ و رعایت مقررات طبقات اجتماعی در معاشرت و ازدواج، همچنین احترام به موجودات زنده، به‌ویژه گاو، به عنوان نماد حاصلخیزی زمین، از اصول آن دین است. لفظ «اُم» به معنای آمین برای هندوان بسیار تقدس دارد و از سویی اسم اعظم الهی به‌شمار می‌رود و از این نظر به اسم اعظم یهوه در دین یهود شباهت دارد.

## خدا در ادیان ابراهیمی
در دین‌های یکتاپرست جهان، مفهوم خدا به یک وجود برتر که آفریننده جهان هستی دانسته می‌شود، اطلاق می‌گردد. از جمله دین‌های یکتاپرست می‌توان دین‌های ابراهیمی (مسیحیت، یهودیت و اسلام) را نام برد. در این دسته از ادیان صفات گوناگونی به موجودیت خدا نسبت داده می‌شود، از جمله خشم، مهربانی، جاودانگی، آمرزندگی، فرزانگی و غیره. این بینش مذهبی بر این باور است که خداوند موجود برتر و بی‌نیازی‌ست که جهان و انسان را آفریده است.
مهم‌ترین نکته در ادیان ابراهیمی دین اسلام در بحث خداشناسی این نظریه است که شناخت خدا فقط با عقل و خرد یا صرفاً ابزار بشری مقدور نیست و بلکه راه مطمئن‌تر، راه فطرت و برای شناخت تفضیلی تر راه مراجعه به وحی است.

### خدا در یهودیت
مفهوم سنتی خدا در یهودیت تاکیداً یکتاپرستانه است. یهودیان خدا را وجود مطلق، نامرئی، و غیرقابل قیاسی می‌دانند که علت غایی همهٔ هستی است. سنت یهودی می‌آموزد که جنبهٔ حقیقی خدا درک ناشدنی و نا فهمیدنی است و این که تنها جنبهٔ فاش شدهٔ خداست که جهان را به وجود آورده‌است، و با نوع بشر و جهان فعل و انفعال دارد. خدای یگانهٔ اسرائیل خدای ابراهیم، اسحاق، و یعقوب است، که راهنمای جهانیان است، و بنی‌اسرائیل را از بردگی در مصر، به در آورد و شریعت موسی را چنان‌که در تورات آمده در کوه سینای توراتی به آنان نازل کرد.

### خدا در مسیحیت
بر اساس آیه دوم و سوم فصل اول کتاب پیدایش روح خدا (روح القدس) به همراه خدای پدر و کلام زنده خدا (عیسی مسیح) در زمان پیدایش هستی حضور داشته‌اند و هر سه یک ذات هستند و لذا روح‌القُدُس به همین ترتیب شخصیت سوم تثلیث و خدا است. مسیحیان ایمان دارند که خدا در ذات خود واحد است، اما در عین حال، همواره در عین ذات واحد، در سه شخصیت وجود دارد که هر سه کاملاً خدا هستند.

### خدا در اسلام
خداوند در بیان فلاسفه اسلامی تعریف پذیر نیست چون به حد و رسم شناخته نمی‌شود و ماهیت ندارد یعنی خدا را نمی‌توان دید و نمی‌توان او را وصف کرد. در دین اسلام خدا یگانه است و معبودی جز او وجود ندارد او مالک تمام آسمان‌ها و زمین است اوست که انسان را آفریده و به او عقل داده است و اوست آفرینندهٔ تمام هستی و خلق او فرزندی ندارد و فرزند کسی نیست (یا به عبارتی بر اساس متن عربی موجودی از ذات او تولید و گرفته نشده و تولید شده کسی نیست) او بی‌نیاز است جز او خدایی وجود ندارد.
مسلمانان معتقدند خدا قابل درک نیست. از جعفر صادق حدیثی نقل شده‌است که: «کُلٌّ ما مَیَّزتُموها بِاَدَقِّ اَوهامکُم هُوَ مُوجودٌ مِثلُکُم مَردود اِلَیکُم» یعنی «هر آنچه شما با دقیق‌ترین افکارتان تصور کنید، آن موجودی مثل شماست (مخلوق ذهن شماست) و (به عنوان خدا) قابل قبول نیست.» لذا فکر کردن در چیستی خدا نتیجه مثبتی نخواهد داشت، ولی تفکر در صفات خدا (مانند بخشندگی، دانایی، عدالت و غیره) از کارهای پسندیده به‌شمار می‌رود.

#### خدا در بهائیت
دین بهائی خدا را «ذات غیب منیع لا یدرک» می‌داند، که شناسایی او از طریق انسان امکان‌پذیر نیست، زیرا مادون مافوق خود را درک ننماید. مانند جامدات که از درک انسان عاجزند. و همواره بین خدا و انسان رابطه‌ای وجود داشته و دارد که به خاطر وجود چنین رابطه‌ای است که خداوند هیچگاه انسان را فراموش نمی‌کند و هر موقع مشاهده کند که بندگانش از راه درست دور افتاده‌اند با فرستادن پیامبران باعث می‌شود تا انسان‌ها به راه راست هدایت می‌شوند. بهائیان بر این باورند که خدا در هر زمانی بنا بر اقتضای زمان و مکان فردی را برای پیامبری بر روی زمین انتخاب می‌نماید.
از نظر بهائیان، تنها راه شناسایی خداوند، شناخت مظهر ظهور است، زیرا تفکّر و تعقّل آدمی هیچ‌گاه به مقام الهی راه ندارد و هرآنچه که انسان در مورد ذات الهی بیندیشد، زاییدهٔ فکر و خیال او است. امّا مظهر ظهور الهی، جامع تمام صفات و اسماءالهی است و قابل شناسایی می‌باشد. البته شدّت ظهور صفات الهی در مظاهر ظهوری که در زمان و مکان متفاوت ظهور نموده‌اند متفاوت است.
از دیدگاه دیانت بهائی خدا برای انسان قابل درک و فهم نیست در واقع از ذهن خارج می‌باشد و فقط از طریق پیامبران قابل درک است و شناخت و یگانگی عرفانی ان به‌طور کلی در ۴ قسمت خلاصه می‌شود
1. توحید ذات
2. توحید صفات
3. توحید ال
4. توحید عبادت[۴]

#### خدا در عرفان و تصوف
در باور صوفی‌گرایان، موجود برتر یعنی خدا، (که صوفیان آن را «حق» می‌نامند) موجودی است که به هیچ‌یک از صفاتی که در جهان ما یا در ذهن ما حضور دارند منسوب نیست.
گروه دیگری (از جمله عده‌ای از صوفیان) به همه‌خدایی باور دارند. همه‌خداباوران یا بدیگر سخن، گرایندگان به مفهوم وحدت وجود، کل همین جهان را برابر با خدا می‌دانند.
گروه دیگری نیز به خدافراگیردانی (Panentheism) باور دارند. خدا-فراگیر-دانی شکلی از خداپرستی است که معتقد است خدا دربر گیرنده جهان است ولی برابر با جهان نیست. یعنی جهان ما بخشی از خداست.
صوفیان معمولاً معتقدند خدا را نمی‌توان دارای هیچ ویژگی (از جمله ویژگی‌های انسان‌دیسی) دانست و او توصیف نشدنی است. صوفیان برای عقلانیت در شناخت خدا اهمیتی قائل نیستند و معتقدند تنها از راه شهود و سایر روش‌های درونی می‌توان به وجود خدا پی برد.خدا از دید اسلام گرایان هستی مطلق است و هیچ‌کس به اندازه خدا مخلوقش را دوست ندارد.